# 阿尔德亚塞卡
阿尔德亚塞卡，是西班牙卡斯蒂利亚-莱昂阿维拉省的一个市镇。 总面积24km2, 总人口323人（2001年），人口密度13人/km2。